# Peridio

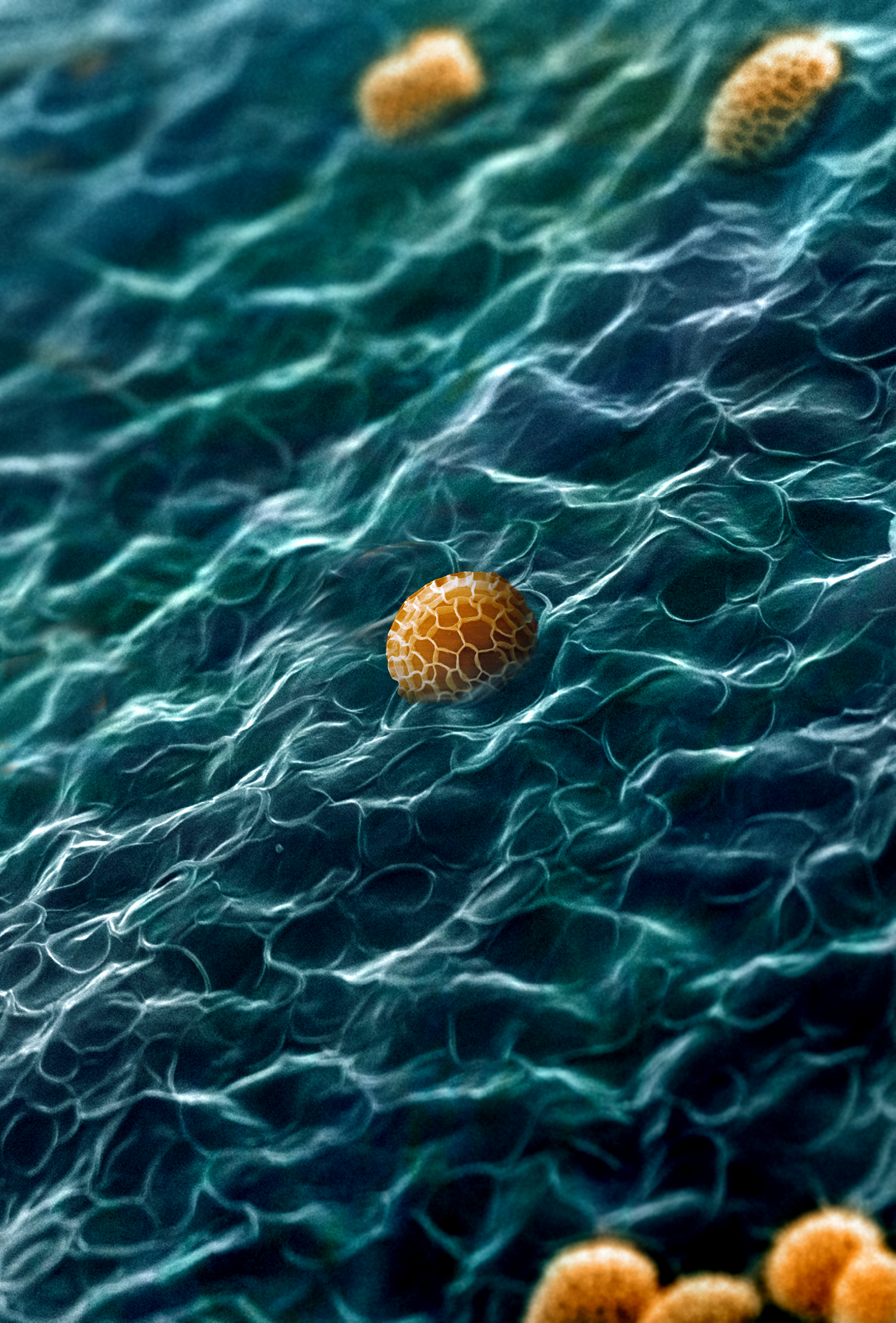
Ingrandimento al microscopio elettronico della superficie interna del peridio della Tubifera dudkae

Il peridio è la membrana protettiva del fungo e che racchiude la massa di spore (gleba). Questo rivestimento esterno è una caratteristica distintiva di Gastromiceti, Mixomiceti e tartufi.

## Descrizione

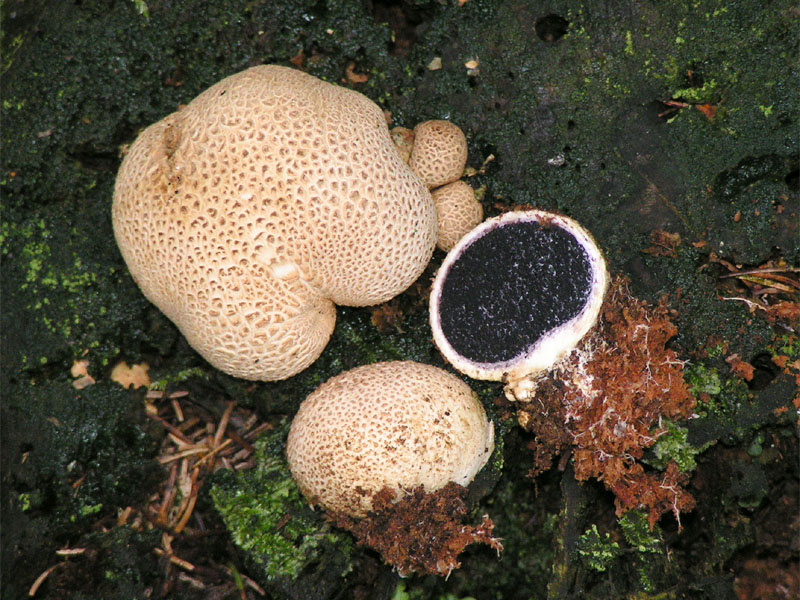
Sezione di Scleroderma citrinum

A seconda della specie, il peridio può variare da essere spesso come un foglio di carta oppure costituito da uno strato gommoso e/o duro. 
Solitamente, i peridi sono costituiti da uno a tre strati: se c'è solo un singolo strato, si parla semplicemente di peridio; se ci sono due strati, quello esterno è chiamato esoperidio e quello interno endoperidio; se sono presenti tre strati, si usano i termini esoperidio, mesoperidio ed endoperidio.
Nelle specie ipogee più semplici, il peridio rimane chiuso finché le spore non sono mature, e anche allora non presenta alcun regime speciale per deiscenza o apertura, ma deve decadere prima di liberare le spore. 

### Soffioni

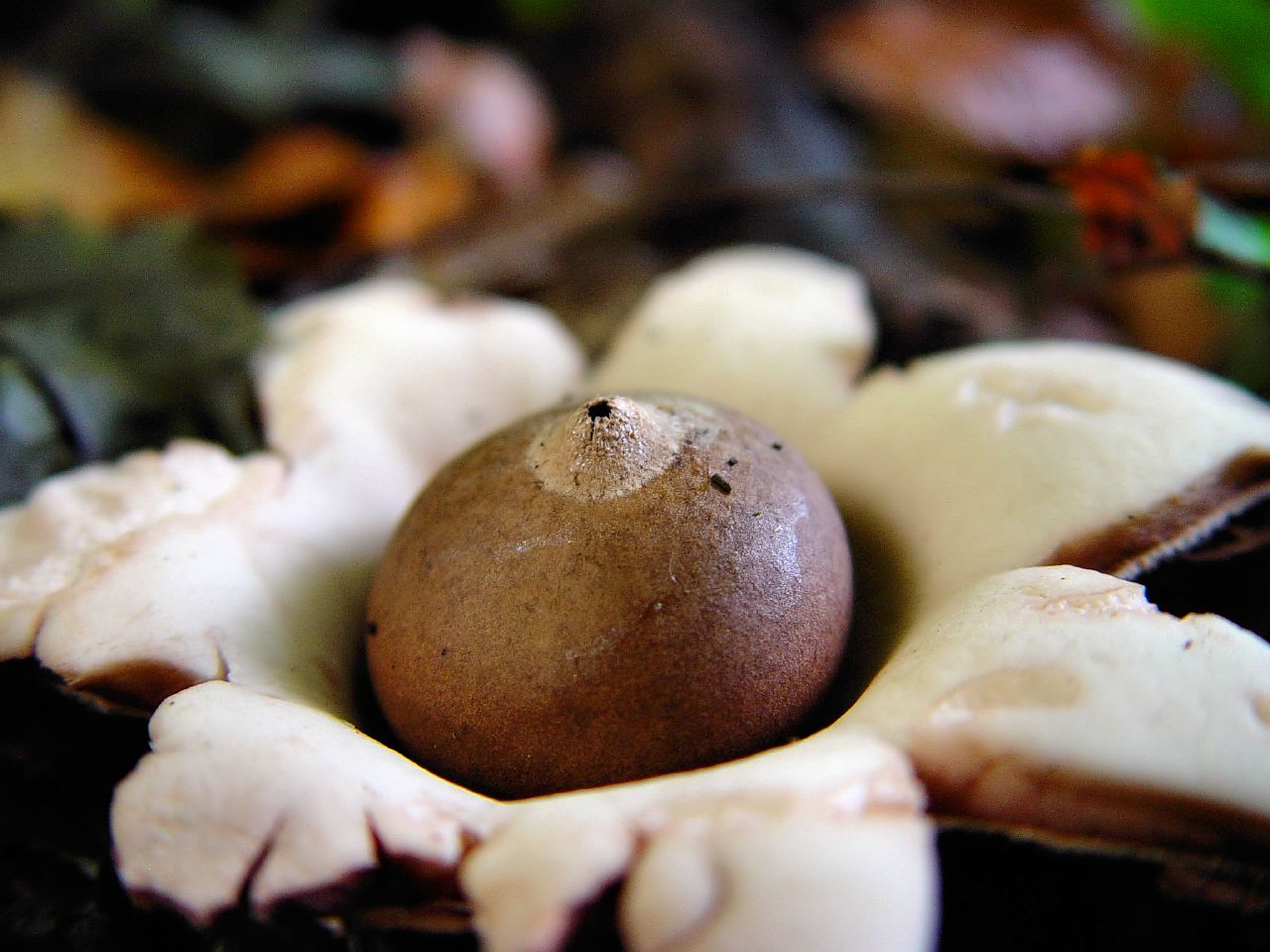
Il peridio del Geastrum triplex si apre a stella

Per la maggior parte delle specie, il peridio è decorato con scaglie o spine. Nei funghi che si sollevano dal suolo durante il loro sviluppo, generalmente noti come "soffioni", il peridio è solitamente differenziato in due o più strati, in cui lo strato esterno è solitamente caratterizzato da verruche o spine. Al contrario, lo strato interno rimane continuo e liscio per preservare le spore. A volte, come nel caso del Geastrum, il numero degli strati è maggiore e in certi casi l'esoperidio si apre a stella e si divide dall'apice in un numero variabile di porzioni appuntite, mentre lo strato interno rimane intatto e con una piccola apertura all'apice.

### Funghi ipogei
I tartufi hanno generalmente un solo peridio, che è di 3-9 cm di diametro. Questo singolo peridio è generalmente rigido e rugoso: è bianco quando sezionato, ma rosa se fresco. La superficie esterna varia dal marrone al giallo scuro e presenta delle scaglie.

## Altri nomi

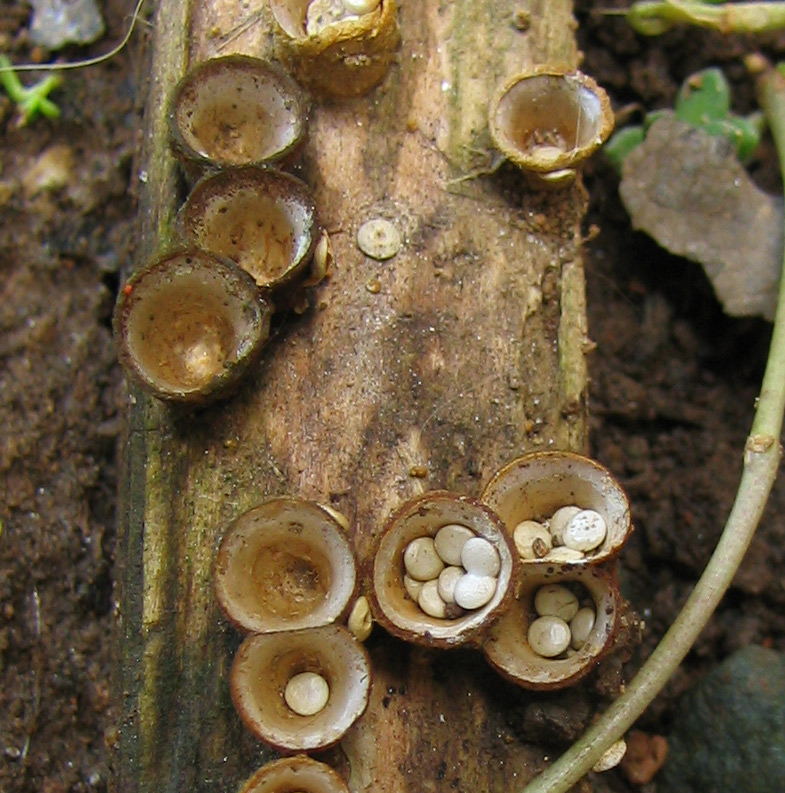
Apertura a nido delle Nidulariaceae

In alcune specie di funghi, il peridio ha un nome specifico. Ad esempio, nella sub-famiglia dei Phalloideae è chiamato volva; nelle Nidulariaceae il peridio viene chiamato nido.